# Mosiuoa Lekota
Mosiuoa Gérard Patrick Lekota (né le 13 août 1948) est un homme politique d'Afrique du Sud, ancien membre historique du Congrès national africain (ANC), ancien Premier ministre de l'État-Libre (1994-1996) et ministre de la Défense de 1999 à 2008. En 2008, il a pris la tête du Congrès du Peuple, un nouveau parti issu d'une scission de l'ANC.

## Biographie
Mosiuoa Lekota est né à Emma, près de Kroonstad, dans l'État libre d'Orange, le 13 août 1948. 
Après une scolarité au collège St Francis, il fait des études supérieures en droit à l'Université du Nord en 1970 puis des études de sciences sociales en 1972 avant d'être expulsé pour ses activités politiques contre l'apartheid et syndicales. 
En 1973, Mosiuoa Lekota succède à Abraham Tiro comme dirigeant de l'organisation des étudiants sud-africains (South African Student’s Organisation - SASO) dont il est membre depuis 1970. 
De 1974 à 1982, condamné pour conspiration et menace à l'ordre public, il purge une peine de prison à Robben Island. 
En 1983, il est élu secrétaire du Front démocratique uni (United Democratic Front - UDF), une organisation fédérant de multiples mouvements anti-apartheid et commandé de fait par l'ANC en exil. 
En 1985, avec vingt-et-un autres militants dont Simon Nkoli, il est arrêté pour haute trahison, condamné à douze ans de prisons en 1988 avant que la sentence ne soit annulée par la Cour d'appel en 1989. 
En 1990, il est élu au conseil exécutif de l'ANC dont il prend la direction des "services secrets". 
En 1994, il devient le premier premier ministre de l'État libre d'Orange après les élections multiraciales du 27 avril. 
Du 6 février 1997 à juin 1999, il préside le Conseil national des provinces, lequel a succédé au Sénat (institué en 1994). 
Le 17 juin 1999, il devient ministre de la Défense dans le gouvernement de Thabo Mbeki. 
Dirigeant modéré de l'ANC, il se fait remarquer par ses préventions à l'égard de la communauté afrikaner. En 2005, il est l'un des rares dirigeants de l'ANC à garantir aux Afrikaners le maintien du nom de Pretoria et à s'opposer publiquement au changement de nom en Tshwane. 
M. Lekota et l'auteur d'un livre Prison Letters to my Daughter. 
Il est surnommé Mosiuoa Lekota à cause de ses exploits sur les terrains de sport et non pour ses activités politiques.
Il annonce sa démission le 23 septembre 2008 avec 10 autres ministres après la démission forcée du président Thabo Mbeki. En octobre, il annonce la constitution d'une formation politique dissidente de l'ANC dans le but de diriger une nouvelle opposition plus crédible face à Jacob Zuma. Il entraine dans son sillage de nombreux partisans de Thabo Mbeki comme les anciens premiers ministres régionaux Mbhazima Shilowa (contraint à la démission de la présidence du Gauteng à la suite de l'éviction de Thabo Mbeki) ou Leonard Ramatlakane. Lekota précise que son nouveau parti d'inspiration libérale créerait des liens avec les autres partis d'oppositions, dont l'Alliance démocratique, afin de former des alliances électorales et gouvernementales pour contrer la domination politique de l'ANC dorénavant dirigée par Jacob Zuma.
En décembre 2008, il devient le premier président de ce nouveau parti, le Congrès du Peuple, lors de son congrès fondateur.